# Rolls-Royce Motor Cars
Rolls-Royce Motor Cars es una marca de automóviles de lujo, fundada originalmente por Charles Rolls y Henry Royce en Inglaterra en 1904. Desde 1998 pertenece al grupo BMW.
Es propietaria de Rolls-Royce Holdings, de gran importancia económica, es una empresa de ingeniería británica especializada en turbinas, particularmente motores de avión, aunque recientemente ha añadido motores marinos y sistemas energéticos a su catálogo, proveyendo un amplio rango de servicios y productos industriales, civiles y militares.
Rolls-Royce tiene sobrenombres como "Rolls", "Roller" o "Doble R", aunque en Derby donde se ubica su casa matriz, la empresa es conocida como "Royces". Por otra parte, la frase "El Rolls-Royce de X" fue utilizada por otras marcas para describir cierto grado de excelencia en calidad de alguno de sus productos. Sin embargo, Rolls-Royce se muestra reacia al uso indiscriminado de este dicho y es muy estricta cuando se trata de defender el derecho de su nombre, en frases como esta. Un notable ejemplo es la demanda que obligó a cancelar la producción del famoso Chevrolet Monte Carlo, debido a que en su eslogan publicitario nombraba a la marca.

## Historia

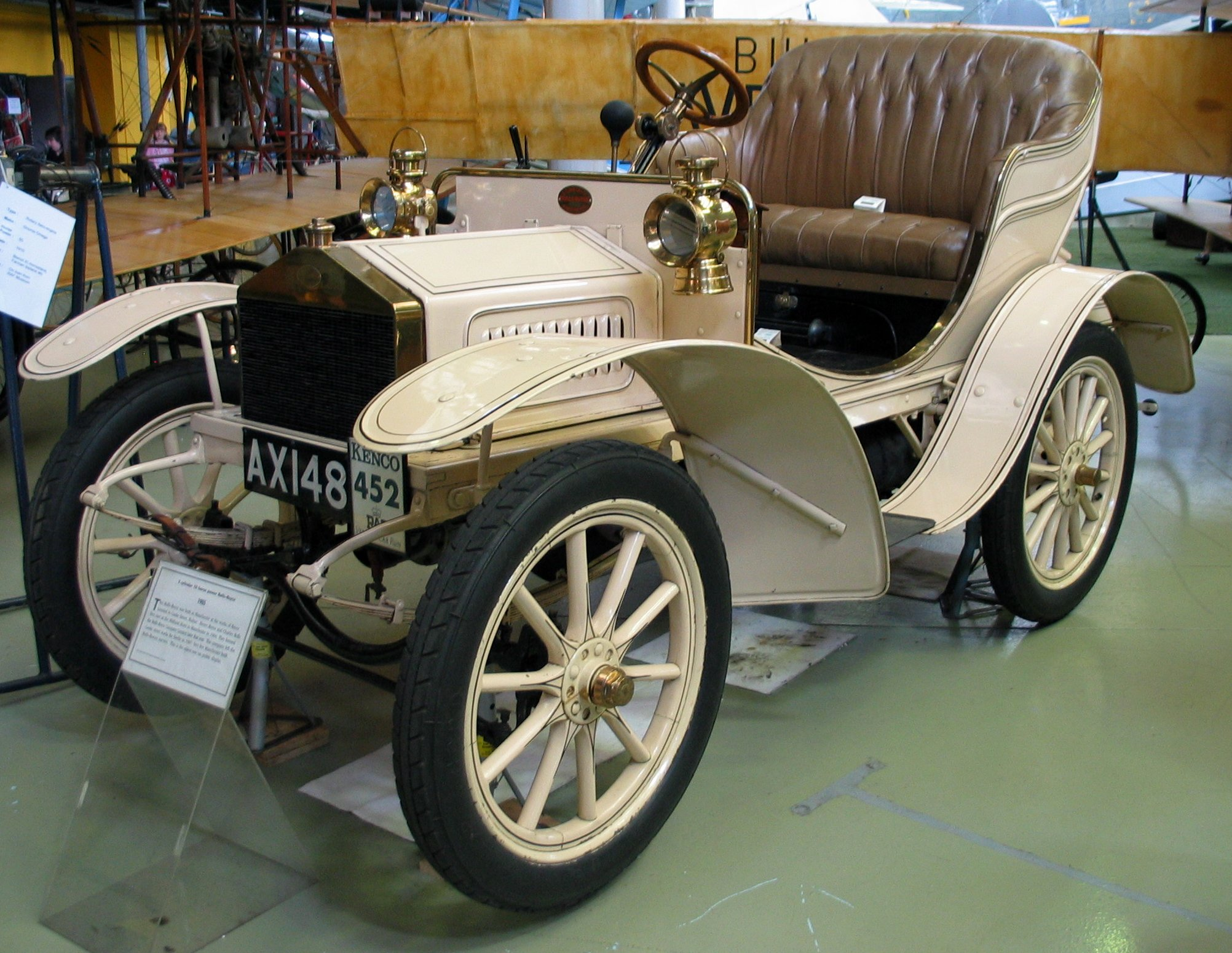
10 hp original de 1905.

En 1884 Frederick Henry Royce comenzó con un negocio de mecánica y electricidad del automóvil, construyendo su primer vehículo: un "Royce" en su fábrica de Mánchester en 1904. Conoció a Charles Stewart Rolls en el Hotel Midland en Mánchester el 4 de mayo de ese mismo año y acordaron que los coches fabricados por Royce los comercializaría exclusivamente Rolls-Royce. Incluyeron en su contrato una cláusula estipulando que los coches se llamarían "Rolls-Royce". La compañía se fundó el 15 de marzo de 1906 y se trasladó a Derby en 1908.
El Silver Ghost de 1906-1925 fue el responsable de la buena reputación tan temprana de la compañía. Tenía un motor de seis cilindros y se fabricaron 6173 unidades. En 1921, la compañía abrió una fábrica en Springfield (Massachusetts), Estados Unidos, para poder suministrar los vehículos dada su gran demanda, donde se fabricaron 1001 modelos del "Springfield Ghost". Esta fábrica permaneció abierta durante diez años, cerrando en 1931. Este chasis sirvió como base para los primeros vehículos militares armados británicos, usados en ambas guerras mundiales.
En 1931, la compañía adquirió la marca Bentley Motors Limited, cuyas finanzas no pudieron superar la Gran Depresión. Desde entonces hasta 2002, los modelos de Bentley y Rolls-Royce fueron casi idénticos, diferenciados únicamente por las parrillas de los radiadores y mínimos detalles.
La producción de automóviles Rolls-Royce y Bentley se trasladó a Crewe en 1946 y también Mulliner Park Ward en Londres, en 20
59 como fabricante de carrocerías, que previamente solo construía chasis, dejando las carrocerías a especialistas carroceros.

## Quiebra y separación de las marcas

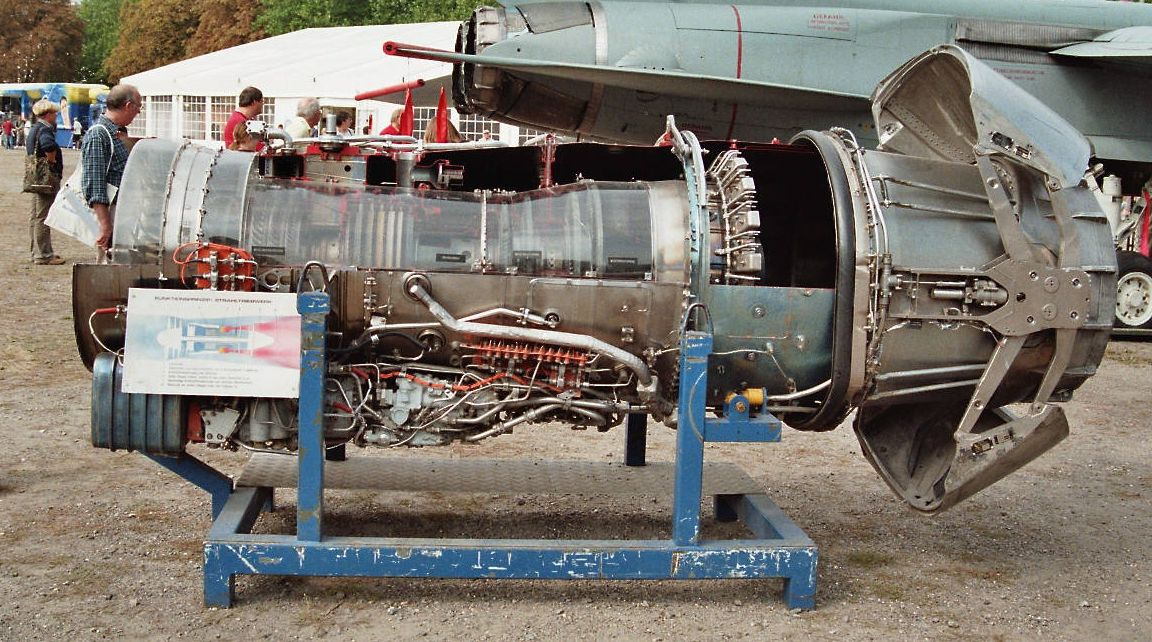
Motor de avión Rolls-Royce RB.199 que monta el caza bombardero Panavia Tornado.

Debido a problemas financieros causados por el largo desarrollo del nuevo turborreactor RB211 para el Lockheed L-1011 Tristar, en 1971 Rolls-Royce se había declarado insolvente y, el 4 de febrero de 1971, fue llevado a concurso de acreedores, ya que se consideraba que había alcanzado la situación económica de bancarrota.
Debido a su importancia estratégica, la compañía fue nacionalizada por el gobierno Conservador de Edward Heath.
En 1973, el negocio de automóviles se separó de la marca como Rolls-Royce Motors, ya que el negocio principal de motores de aviación y marina fue mantenido como empresa pública hasta 1987, que fue privatizado como Rolls-Royce plc, una de las muchas privatizaciones del gobierno de Margaret Thatcher.
En 1980 Rolls-Royce Motor Cars fue adquirido por Vickers, quienes deciden deshacerse de la marca justo en el momento en el que la nostalgia se incorpora a las tendencias y crece fuertemente la demanda de modelos y marcas inspirados en el pasado.
En 1998 Vickers decidió vender la marca de automóviles Rolls-Royce. El Grupo Volkswagen hizo ofertas por la compañía, pero parecía que BMW, que ya suministraba motores y otros componentes para Rolls-Royce y Bentley, tenía mayores posibilidades. No obstante, la oferta de BMW de 340 000 000 £ fue superada por Volkswagen por 430 000 000 £. 
Esto estaba lejos del final de la historia. Rolls-Royce plc, la fábrica de motores de aviación, decidió que vendería las patentes y licencias del nombre y logotipo de Rolls-Royce a BMW, no a Volkswagen, que había adquirido los derechos de la mascota "Spirit of Ecstasy" y del diseño del radiador. BMW adquirió los derechos del nombre y logotipo "RR" por 40 000 000 £, ciertamente para muchos analistas la más valiosa propiedad de la marca; Volkswagen declaró que ellos en realidad solamente querían la marca Bentley.
BMW y Volkswagen llegaron a un acuerdo: desde 1998 hasta 2002, BMW suministraría motores a Volkswagen y permitirían el uso del nombre, pero desde el 1 de enero de 2003, solamente BMW podría usar la marca Rolls-Royce y Volkswagen la marca Bentley. El Rolls-Royce Corniche Convertible cesó su producción en 2002.

## Modelos

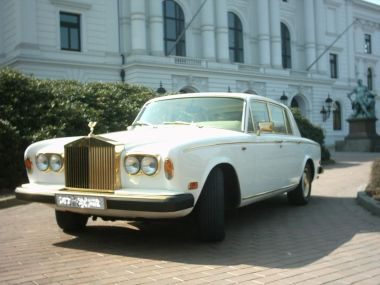
Silver Shadow II en oro de 24 kt de 1979. Fue encargado por un petrolero de Oklahoma, el cual pertenece actualmente a un coleccionista privado español.

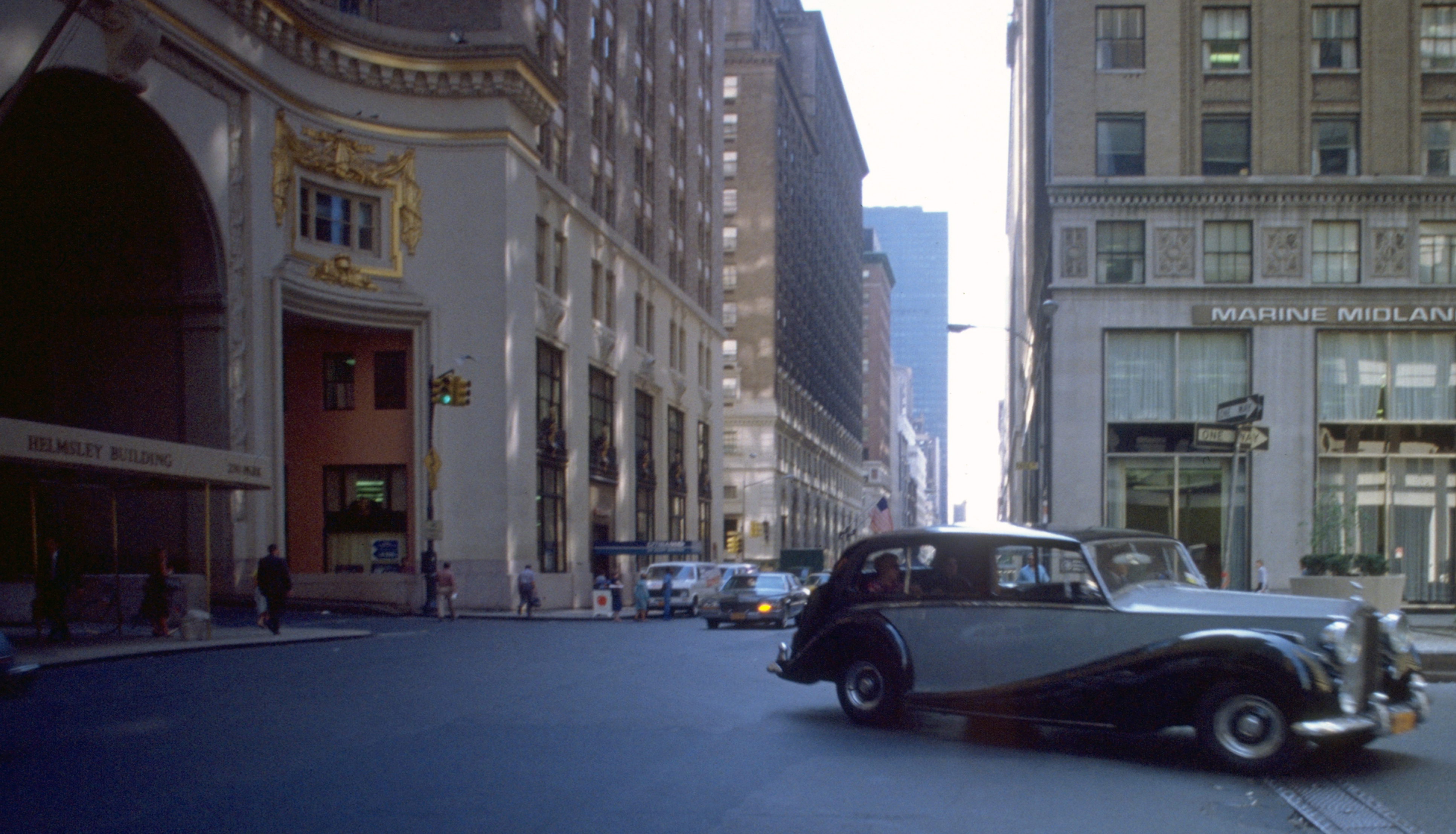
Silver Dawn de 1981 frente al Helmsley Building en Park Avenue, Nueva York.

- 1904-1906 - 10 hp
- 1905-1905 - 15 hp
- 1905-1908 - 20 hp
- 1905-1906 - 30 hp
- 1905-1906 - Legalimit
- 1906-1925 - 40/50 Silver Ghost
- 1922-1929 - 20 hp
- 1925-1929 - 40/50 Phantom
- 1929-1936 - 20/25
- 1929-1935 - Phantom II
- 1936-1938 - 25/30
- 1936-1939 - Phantom III
- 1939-1939 - Wraith
- 1946-1959 - Silver Wraith
- 1949-1955 - Silver Dawn
- 1950-1956 - Phantom IV
- 1955-1965 - Silver Cloud
- 1959-1968 - Phantom V
- 1965-1980 - Silver Shadow
- 1968-1992 - Phantom VI
- 1971-1995 - Corniche
- 1975-1986 - Camargue
- 1980-1999 - Silver Spirit
- 1998-2002 - Silver Seraph
- 2018 - Cullinan
- 2023 - Spectre

## RR Phantom IV - La carroza real
El origen de estas carrozas reales motorizadas está en un encargo que el Felipe de Edimburgo (Duque de Edimburgo) hiciera a la firma en 1948, después de haber probado un prototipo Bentley de ocho cilindros que le habían prestado en 1948. Así nació el modelo Phantom IV, con un motor de ocho cilindros en línea de 5675 cm³ (5,7 L; 346,3 plg³), cuya potencia la casa oculta, pero era estimada en 160 CV (158 HP; 118 kW), con una velocidad máxima de 160 km/h (99 mph), del que solamente se fabricaron 18 unidades, de las cuales 16 todavía se conservan en la actualidad.
Los primeros propietarios/usuarios de los Rolls Royce "de reyes" fueron:
- Isabel II del Reino Unido, dos unidades, en 1950 y 1954.
- la casa Rolls Royce, en 1950. Se trataba de un prototipo de camioneta utilizada por la fábrica y desmontada en 1963.
- el Mohammad Reza Pahlevi (Sha de Persia), dos unidades en 1951 y 1956. La primera unidad fue desguazada en 1959.
- el emir de Kuwait, tres unidades: una en 1951 y dos en 1955.
- el duque de Gloucester, en 1951.
- la duquesa de Kent, en 1951.
- el dictador español Francisco Franco, con tres unidades entregadas en 1952.
- el Aga Khan, en 1952.
- el príncipe Talal de Arabia Saudita, en 1952.
- el rey Faisal II de Irak, en 1953.
- la princesa regente de Irak, en 1953.
- y Princesa Margarita, Condesa de Snowdon, en 1954.[cita requerida]

## La Colección Rolls Royce Phantom IV del Ejército de Tierra de España
La colección de Phantom IV del Ejército de Tierra de España constituye uno de los mayores tesoros automotrices del país. Las tres unidades que la componen, dos limusinas para cinco y siete pasajeros, respectivamente y una versión descapotable fueron encargadas por el gobierno de España en 1948 para uso de la Jefatura del Estado y llegaron a Madrid en 1952. 
En España estos coches se encuentran bajo custodia de la Guardia Real en los acuartelamientos de El Prado en Madrid, donde acuden los reyes a los actos de Estado más protocolarios y relevantes, como la apertura solemne por el rey de cada legislatura en el Congreso tras la celebración de las elecciones generales y la constitución del nuevo gobierno, así como el desfile y los actos de la Fiesta Nacional de España el 12 de octubre. La unidad descapotable de la colección fue utilizada en las bodas de la Infanta Cristina e Iñaki Urdangarín; y de los Reyes Felipe VI de España y Letizia Ortiz.

## Torre Loizaga, Museo de Coches Antiguos y Clásicos en Galdames

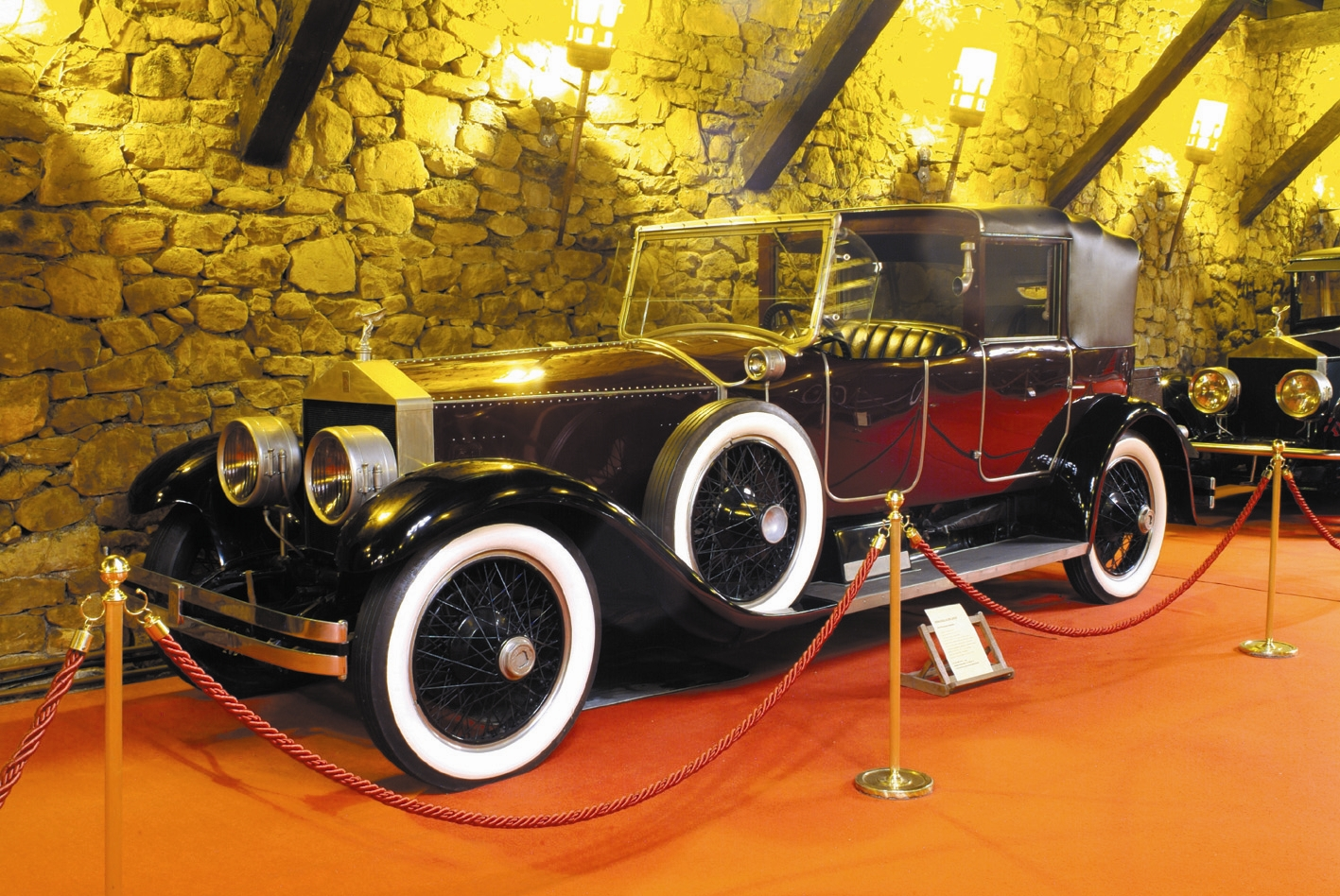
En la colección del Museo Torre Loizaga.

En la provincia de Vizcaya, España, se encuentra el Museo de coches antiguos y clásicos. Una colección privada de 43 Rolls-Royce, además de otras marcas que han hecho historia en el mundo del automóvil. Esta colección es considerada única en el mundo por tener casi todos los modelos de Rolls-Royce hasta la adquisición de la marca por BMW en el año 1998.

## Galería

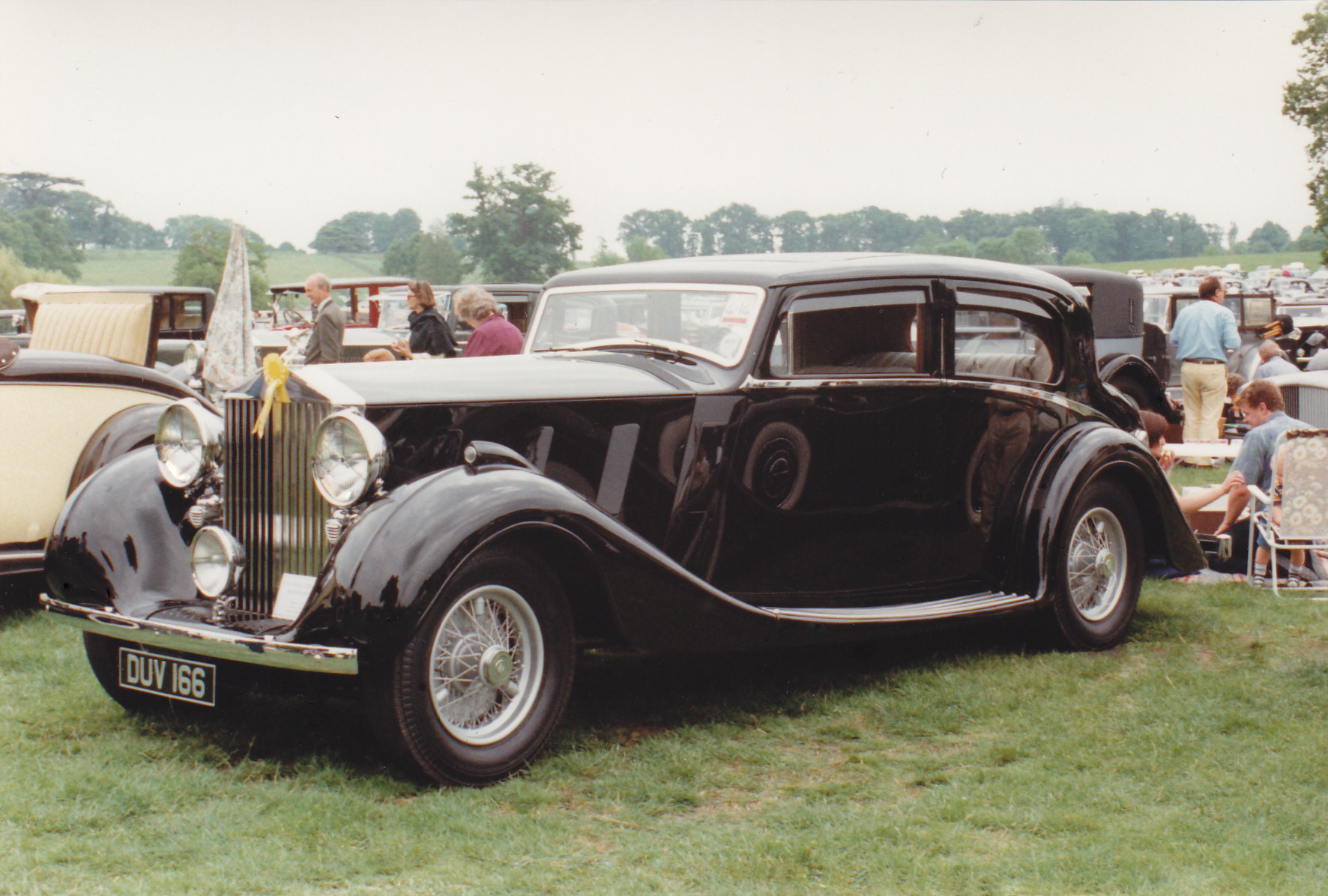
Phantom III de 1936.
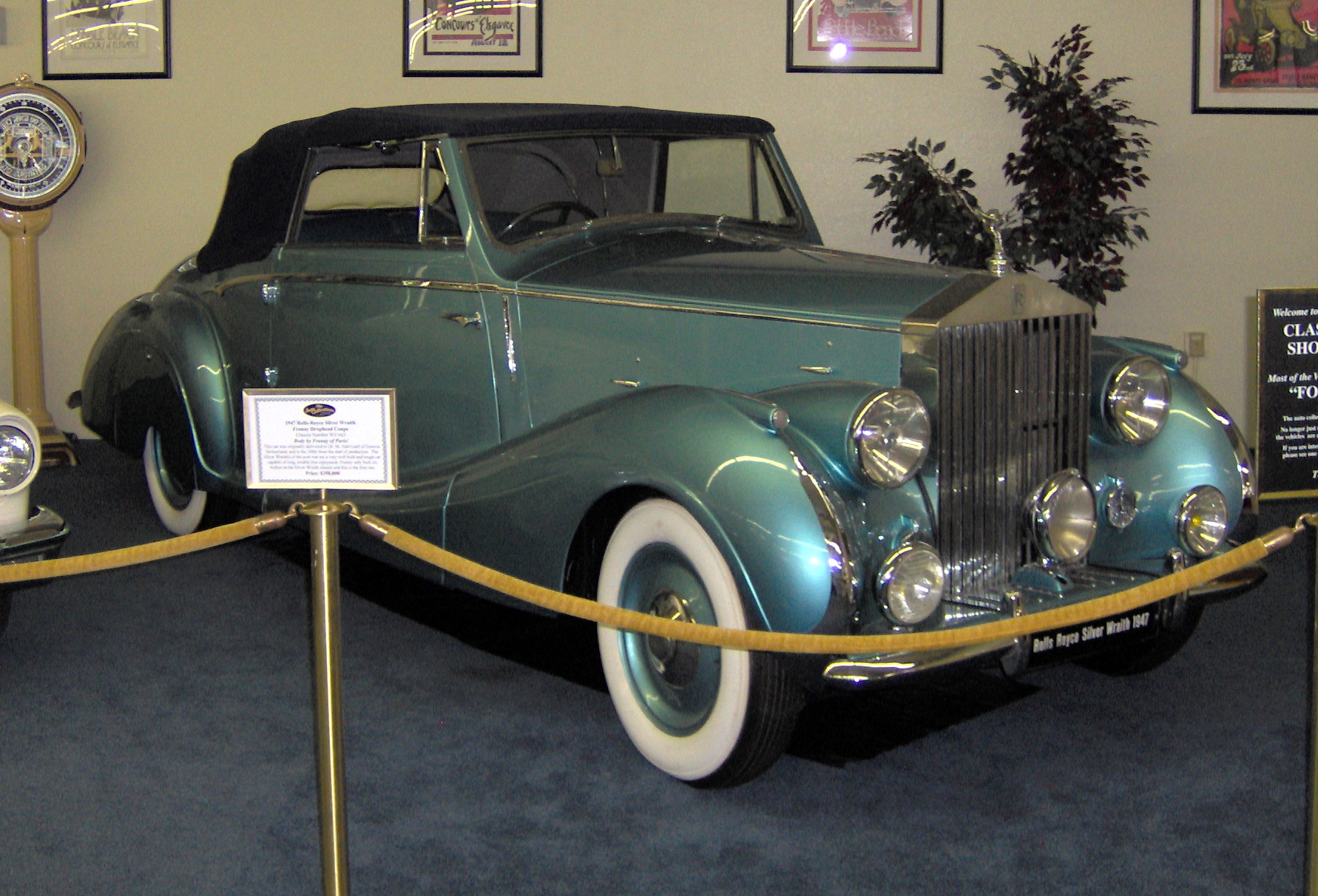
Silver Wraith de 1947.
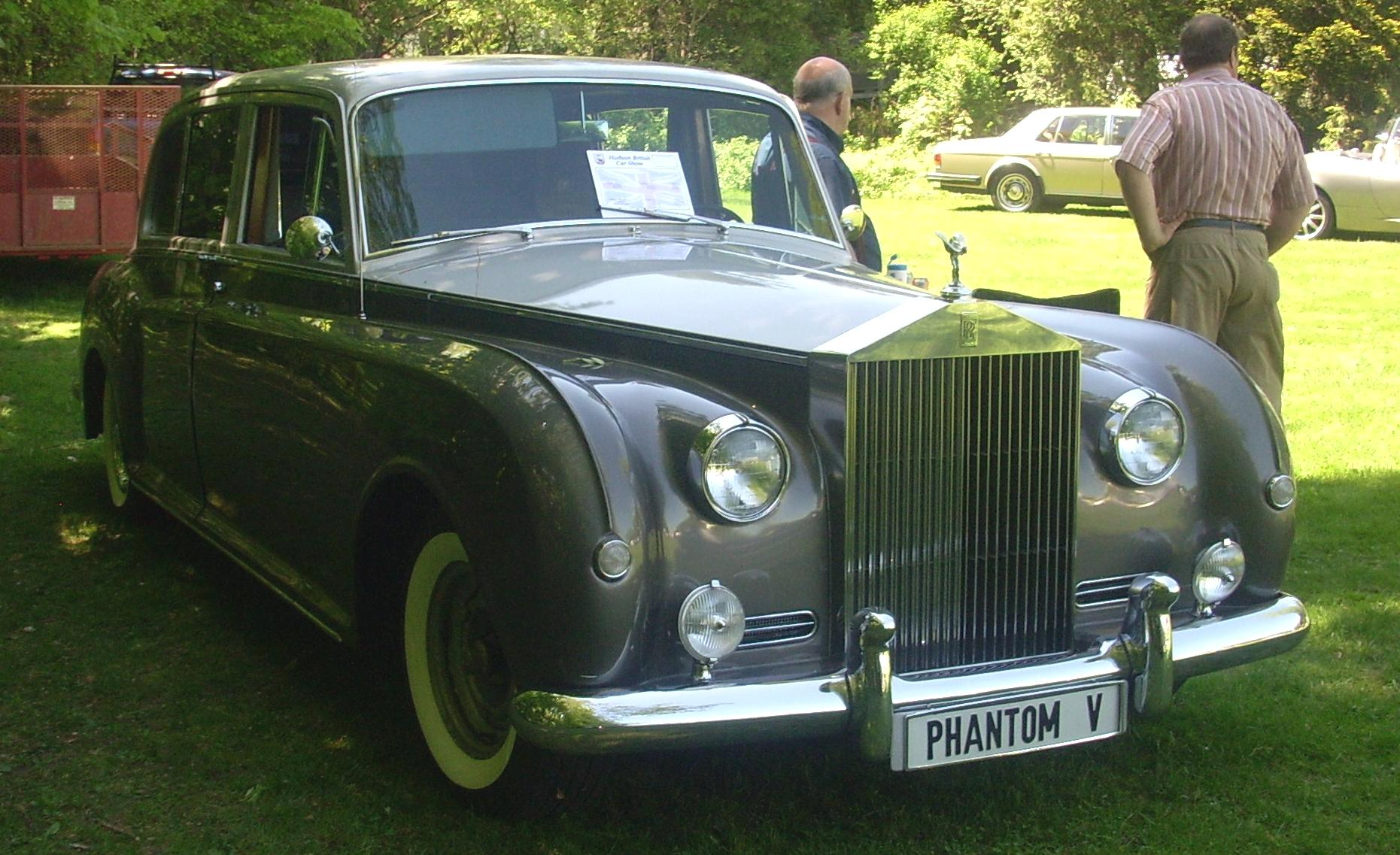
Phantom V de 1968.
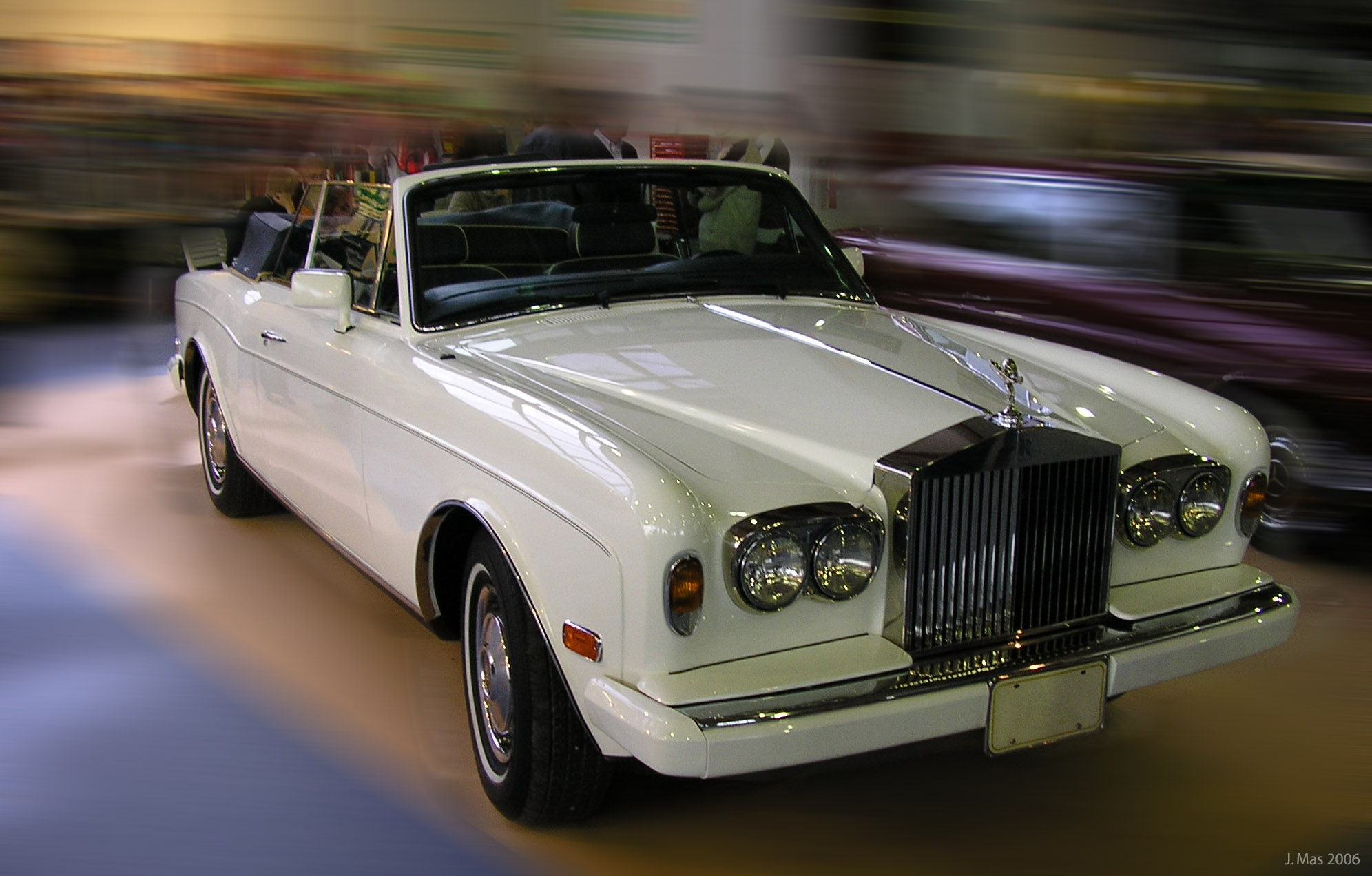
Corniche.
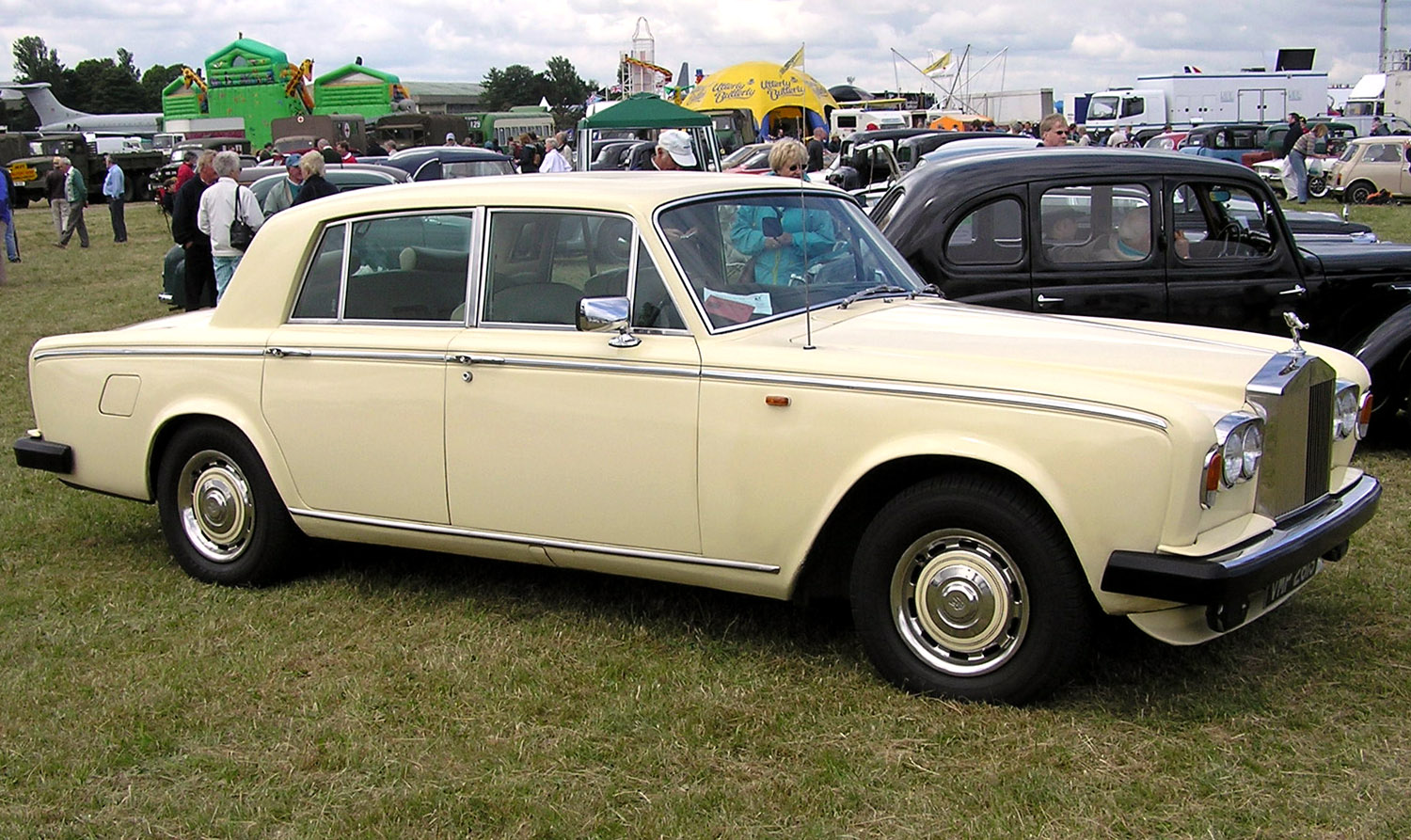
Silver Shadow II de 1977.
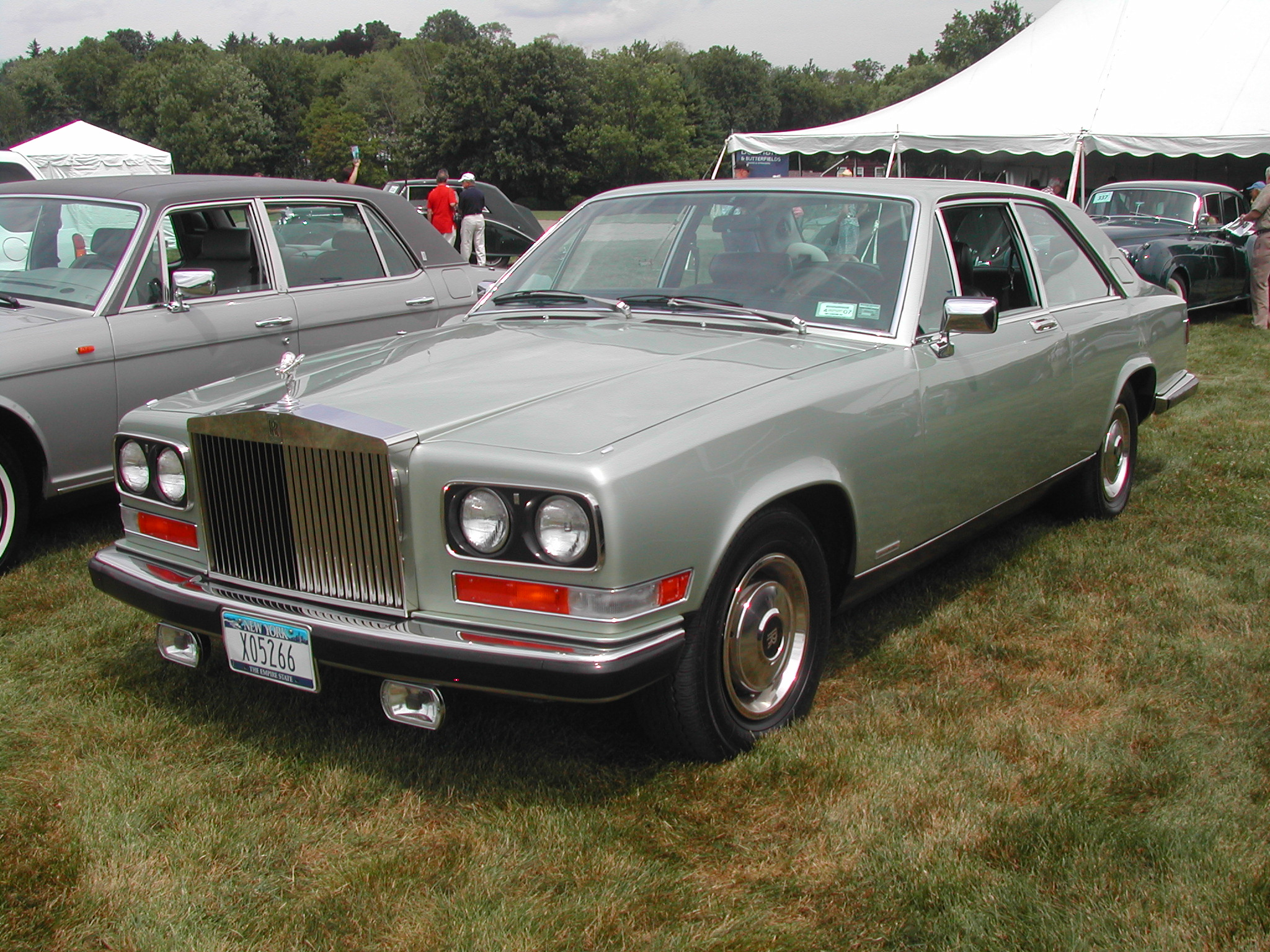
Camargue de 1982.
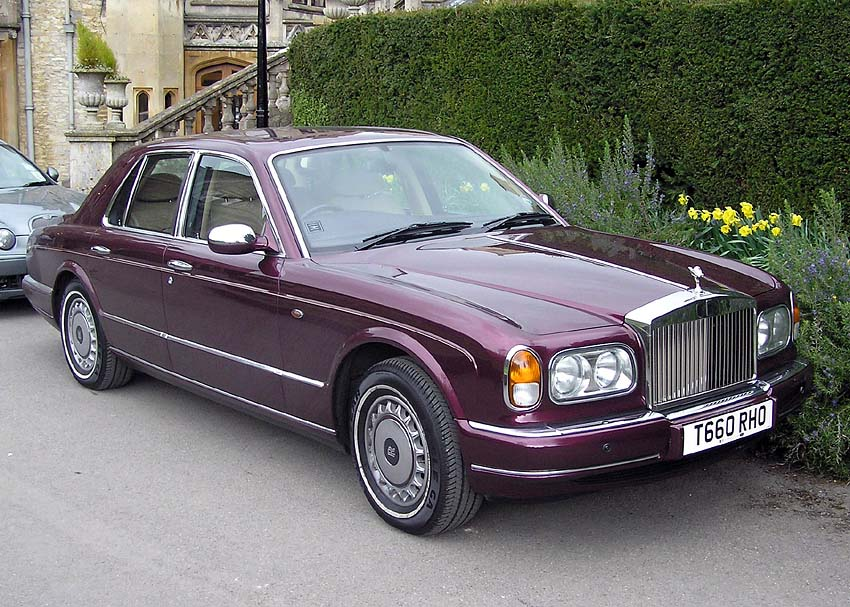
Silver Seraph.
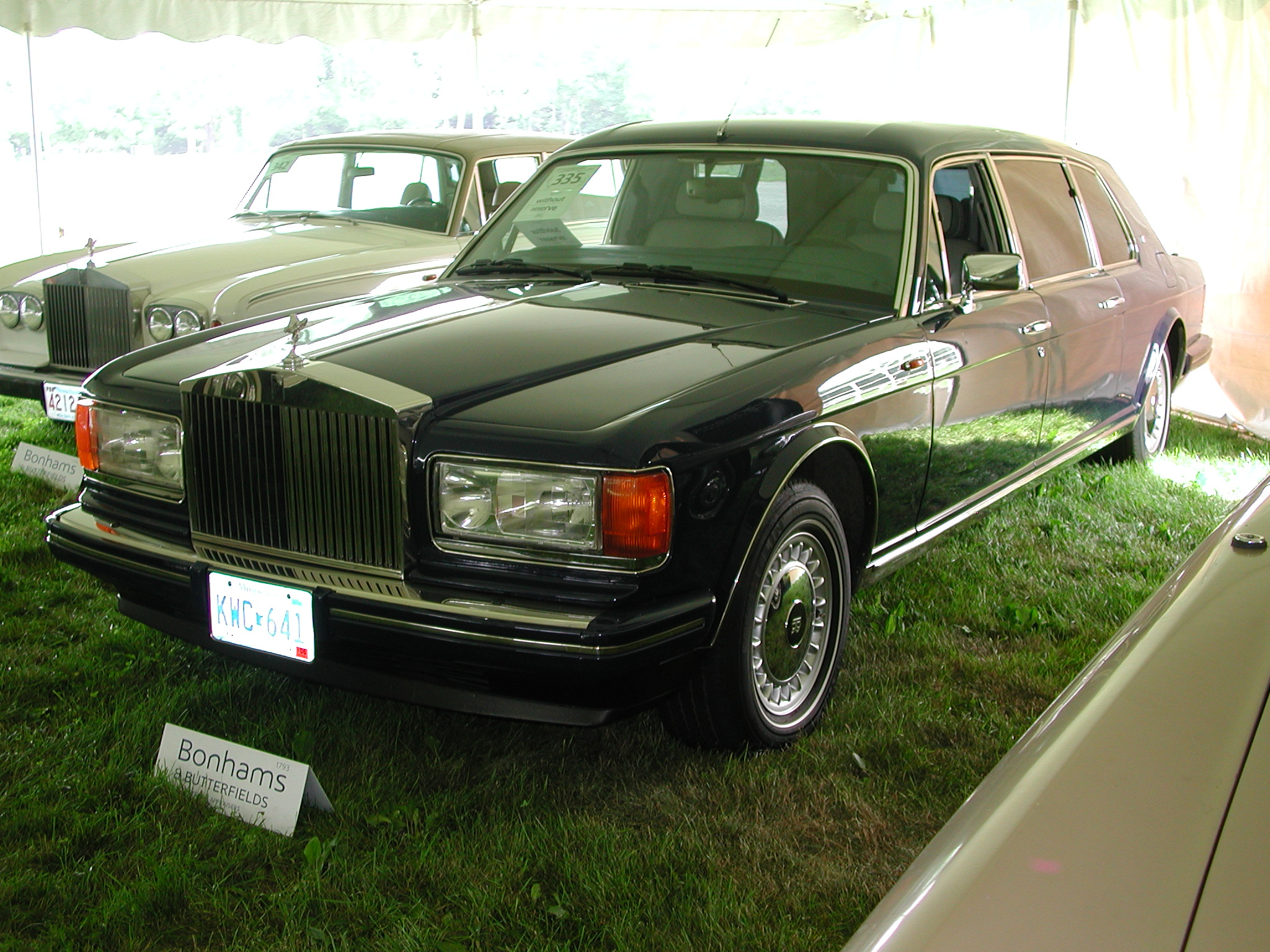
Rolls-Royce Silver Spur de 1994.
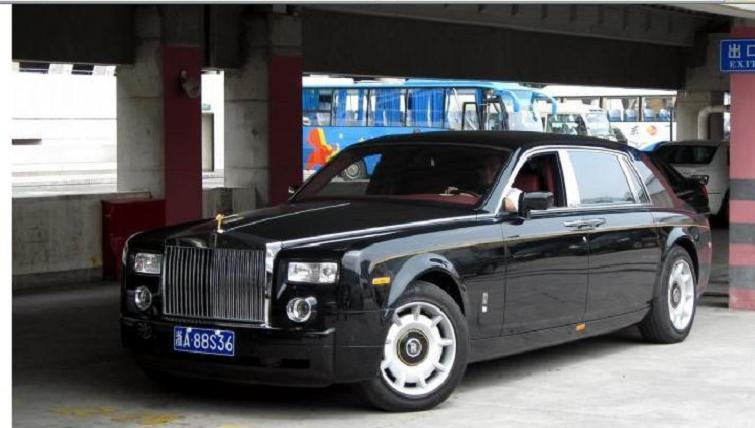
Rolls-Royce Phantom de 2003 en Hangzhou, China.